# Cortinarius mairei
Cortinarius mairei är en svampart som först beskrevs av Meinhard (Michael) Moser, och fick sitt nu gällande namn av Meinhard (Michael) Moser 1967. Cortinarius mairei ingår i släktet Cortinarius och familjen spindlingar.   Inga underarter finns listade i Catalogue of Life.